# غاريث إدواردز (لاعب كريكت)
غاريث إدواردز (بالإنجليزية: Gareth Edwards)‏ (13 نوفمبر 1976 في المملكة المتحدة - ) هو لاعب كريكت بريطاني. لعب مع نادي مقاطعة غلاموركن للكريكت ‏.

## وصلات خارجية
- غاريث إدواردز على موقع إي آس بي آن كريك إنفو (الإنجليزية)